# Реинкарнация. Новая глава
«Реинкарнация. Новая глава» (англ. Run Rabbit Run) — австралийский психологический фильм ужасов 2023 года, снятый Дайной Рид по сценарию Ханны Кент. В главных ролях Сара Снук, Лили ЛаТорре, Дэймон Херриман и Грета Скакки. Премьера фильма состоялась 19 января 2023 года на кинофестивале «Сандэнс», а 28 июня 2023 года он был выпущен на Netflix.
Премьера в России — 27 июля 2023 года (Exponenta Film).

## Сюжет
Сара, разведённый врач-репродуктолог, празднует седьмой день рождения своей дочери Мии. Мать с дочкой неожиданно находят возле дома кролика, к которому Миа привязывается. В ночь дня рождения Мии к ним присоединяются Питер, биологический отец девочки, Дениз, новая партнёрша Питера, и Тоби, трёхлетний сын Дениз. Во время совместных игр Тоби агрессивно ведёт себя по отношении к Мии. Сара сердито упрекает Тоби и Дениз, но Питер сглаживает положение.
Тем не менее, поведение Мии становится всё более странным. Та периодически перестает отвечать на вопросы родителей и начинает носить самодельную маску кролика, которую отказывается снимать, даже когда Сара просит. В школе Миа в страхе прячется в трубе на детской площадке, но отрицает, что над ней издеваются. Миа говорит, что скучает по своей бабушке Джоан, с которой Сара рассталась в детстве и с которой Миа вообще никогда не встречалась.

## В ролях
- Сара Снук — Сара
- Лили ЛаТорре — Миа
- Дэймон Херриман — Питер
- Грета Скакки — Джоан
- Нил Мелвилл — Альберт
- Кэтерин Слэттери — Джорди
- Наоми Рукавина — Дениз